# Linda McCartney (Radsportteam)
Das Linda McCartney Cycling Team war ein britisches Radsportteam.
Die Fahrer des von einem nach der verstorbenen Linda McCartney benannten Händler für vegetarische Lebensmittel gesponserten Teams waren verpflichtet, sich für den Vertragszeitraum vegetarisch zu ernähren.
Die Mannschaft war das erste britische Team, das am Giro d’Italia teilnahm. Sie bestand nur drei Jahre, von 1998 bis 2000, und brach Anfang 2001 auseinander, nachdem der Hauptsponsor die finanzielle Unterstützung kurzfristig einstellte. Zu diesem Zeitpunkt waren bereits weitere Fahrer für die kommende Saison verpflichtet worden, darunter der spätere Tour-de-France-Sieger Bradley Wiggins. Im März 2001 kündigte der Weltradsportverband UCI an, den Teambetreiber zu verklagen, da dieser bei der Teamregistrierung eine gefälschte Bankbürgschaft vorgelegt habe.
Der größte Erfolg des Teams war der Etappensieg des Australiers David McKenzie auf der 7. Etappe des Giro d’Italia 2000. McKenzie war auch unmittelbar vor dem Bekanntwerden der Teamauflösung Gewinner einer Etappe der Tour Down Under 2001 und sorgte damit für letzten Sieg des Teams.

## Fahrer
Dem Team gehörten u. a. folgende Radrennfahrer an:
- Russell Downing (1999)
- Chris Newton (1999)
- Heiko Szonn (1999)
- Julian Winn (1999)
- Tayeb Braikia (2000)
- David McKenzie (1999–2000)
- Ciarán Power (2000)
- Pascal Richard (2000)
- Mark Scanlon (2000)
- Max Sciandri (2000)